# Duvboäpple
Duvboäpple är en äppelsort vars ursprung är Sverige. Äpplet är stort och skalet har en ljusgrön och röd/rosa-aktig färg. Köttet på äpplet är krispigt och syrligt. Äpplet mognar omkring skiftet oktober-november, och kan därefter förvaras några månader. Duvboäpple är främst ett ätäpple. Duvboäpplet är möjligen en ympchimär mellan Åkeröäpple och Gravensteiner.